# Lịch sử Singapore
Lịch sử thành văn của Singapore có niên đại từ thế kỷ thứ ba. Sau đó, tầm quan trọng của Singapore tăng lên trong thế kỷ 14 dưới quyền cai trị của hoàng tử Srivijaya Parameswara và trở thành một bến cảng quan trọng. Lịch sử hiện đại của Singapore bắt đầu từ năm 1819 khi một người Anh tên là Stamford Raffles thiết lập một bến cảng của Anh Quốc trên đảo. Dưới quyền cai trị thực dân của Anh, Singapore phát triển thành một trung tâm của cả mậu dịch Ấn Độ-Trung Quốc và mậu dịch trung chuyển tại Đông Nam Á, nhanh chóng trở thành một cảng thị lớn.
Trong Chiến tranh thế giới thứ hai, Đế quốc Nhật Bản xâm chiếm và chiếm đóng Singapore từ năm 1942 đến năm 1945. Khi chiến tranh kết thúc, Singapore trở lại dưới quyền cai trị của Anh Quốc, ngày càng được cấp quyền tự trị lớn hơn, đỉnh cao là việc Singapore hợp nhất với Liên hiệp bang Malaya để hình thành Malaysia vào năm 1963. Tuy nhiên, bất ổn xã hội và tranh chấp giữa Đảng Hành động Nhân dân cầm quyền tại Singapore và Đảng Liên minh cầm quyền tại liên bang khiến Singapore tách khỏi Malaysia. Singapore trở thành một nước cộng hòa độc lập vào ngày 9 tháng 8 năm 1965.
Đối diện với tình trạng thất nghiệp nghiêm trọng và một khủng hoảng nhà ở, Singapore lao vào một chương trình hiện đại hóa, tập trung vào kiến lập một ngành công nghiệp chế tạo, phát triển bất động sản nhà ở công quy mô lớn và đầu tư mạnh vào giáo dục công. Đến thập niên 1990, đảo quốc trở thành một trong những quốc gia thịnh vượng nhất trên thế giới, với một nền kinh tế thị trường tự do phát triển cao độ, các liên kết mậu dịch quốc tế hùng mạnh, và GDP bình quân đầu người cao hàng đầu tại châu Á.

## Thời kỳ cổ đại

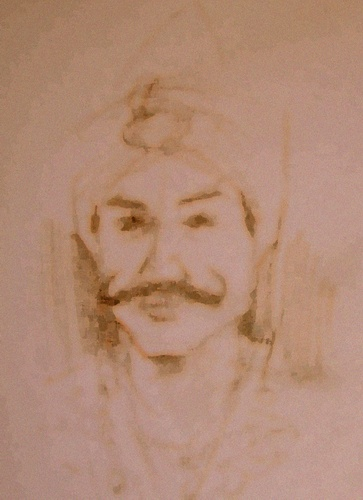
Tranh ấn tượng về Parameswara, người cai trị Singapore trong thập niên 1390.

Mặc dù nhà thiên văn học Hy-La Ptolemaeus xác định một địa điểm được gọi là Sabana trong khu vực tổng thể, song ghi chép thành văn sớm nhất về Singapore xuất hiện trong một miêu tả của Trung Quốc từ thế kỷ thứ 3, trong đó mô tả về đảo Bồ La Trung (蒲羅中). Từ này được chuyển ngữ từ tên gọi "Pulau Ujong" trong tiếng Mã Lai, nghĩa là "đảo ở tận cùng" (của bán đảo Mã Lai). Tác phẩm mang tính thần thoại Sejarah Melayu (Mã Lai biên niên) gồm có một truyện về một hoàng tử của Srivijaya, Sri Tri Buana (cũng gọi là Sang Nila Utama), ông đổ bộ lên đảo trong thế kỷ 13. Khi trông thấy một con sư tử, hoàng tử xem đây là một điềm tốt và lập một khu định cư gọi là Singapura, có nghĩa là "thành phố sư tử" trong tiếng Mã Lai. Tuy nhiên, không chắc từng có sư tử tại Singapore, song những con hổ tiếp tục lang thang trên đảo cho đến đầu thế kỷ 20.
Khi là bộ phận của Đế quốc Srivijaya, Singapore bị Hoàng đế Rajendra Chola I của Chola xâm chiếm trong thế kỷ 11.
Năm 1320, Đế quốc Mông Cổ khiển một phái đoàn mậu dịch đến một địa điểm được gọi là Long Nha Môn, được cho là cảng Keppel hiện nay, tại phần nam bộ của đảo. Lữ khách người Hoa Uông Đại Uyên đến đảo vào khoảng năm 1330, mô tả một khu định cư nhỏ được gọi là Đạm Mã Tích (淡馬錫, từ Tamasik trong tiếng Mã Lai) có các dân cư người Mã Lai và người Hoa. Sử thi Java Nagarakretagama được viết vào năm 1365, cũng đề cập đến một khu định cư trên đảo được gọi là Temasek (phố biển). Những khai quật gần đây tại Fort Canning phát hiện được bằng chứng biểu thị rằng Singapore là một bến cảng quan trọng vào thế kỷ 14.
Trong thập niên 1390, hoàng tử Srivijaya Parameswara chạy sang Temasek sau khi bị Majapahit hạ bệ. Parameswara cai trị đảo trong vài năm, trước khi buộc phải sang Melaka và thành lập nên Vương quốc Malacca tại đó. Singapore trở thành một bến cảng mậu dịch quan trọng của Vương quốc Malacca, và sau đó là Vương quốc Johor. Năm 1613, người Bồ Đào Nha đốt phá khu định cư tại cửa sông Singapore và đảo chìm vào quên lãng.

## Thành lập Singapore hiện đại (1819)

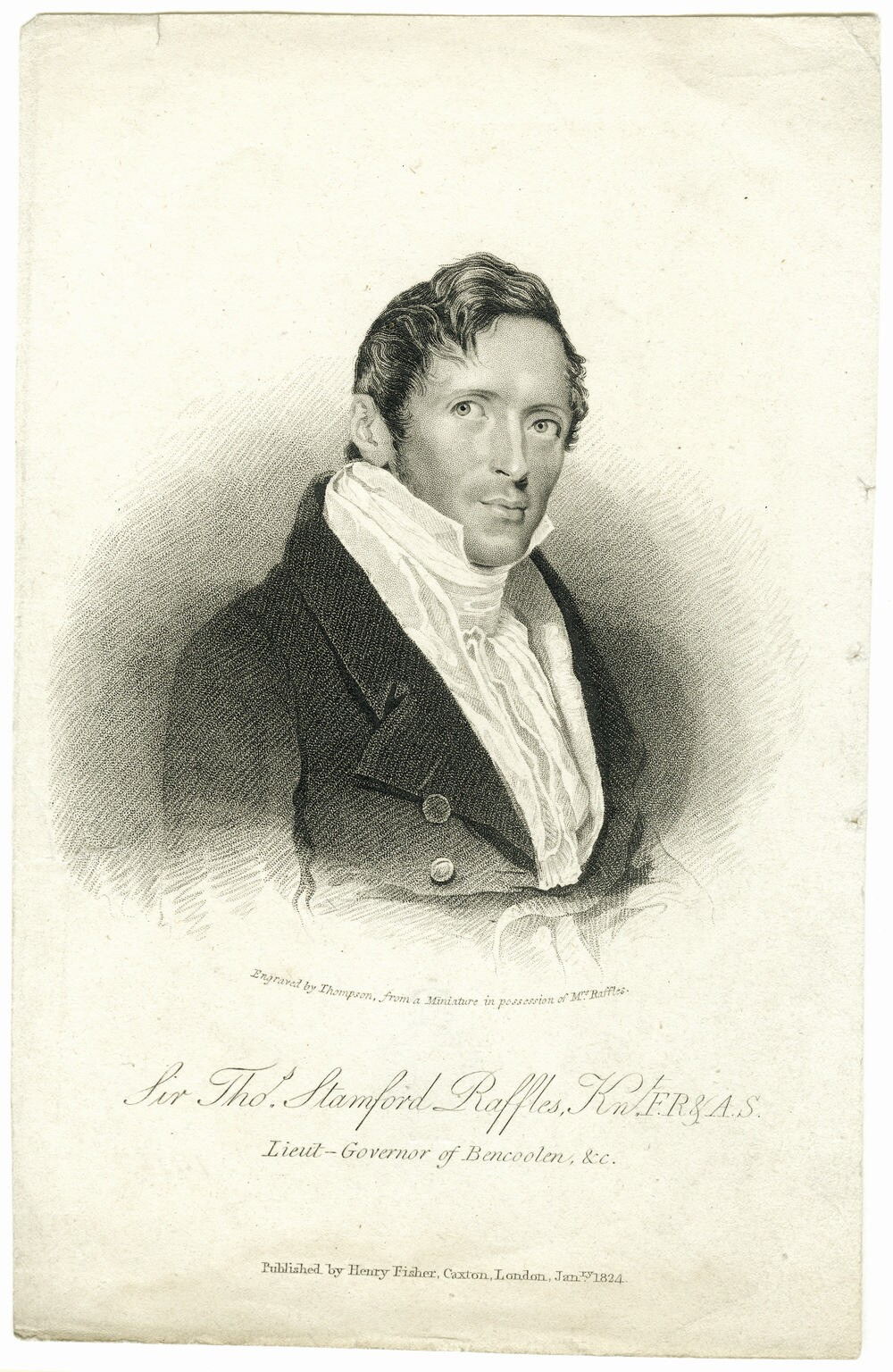
Thomas Stamford Raffles.

Từ thế kỷ 16 đến thế kỷ 19, quần đảo Mã Lai dần bị các cường quốc thực dân châu Âu chiếm giữ, bắt đầu khi người Bồ Đào Nha đến Malacca vào năm 1509. Trong thế kỷ 17, người Hà Lan thách thức ưu thế ban đầu của người Bồ Đào Nha, Hà Lan kiểm soát hầu hết các bến cảng trong khu vực. Người Hà Lan thiết lập độc quyền mậu dịch trong quần đảo, đặc biệt là hương liệu- đương thời là sản phẩm quan trọng nhất của khu vực. Các cường quốc thực dan khác, trong đó có người Anh, bị hạn chế cho một sự hiện diện tương đối nhỏ.
Năm 1818, Stamford Raffles được bổ nhiệm làm Phó Thống đốc của Thuộc địa Anh tại Bencoolen. Ông quả quyết rằng Anh Quốc nên thay thế Hà Lan trong vai trò là thế lực chi phối trong quần đảo, do tuyến dường mậu dịch giữa Trung Quốc và Ấn Độ thuộc Anh đi qua quần đảo. Người Hà Lan gây khó khăn cho hoạt động mậu dịch của Anh Quốc trong khu vực thông qua việc cấm người Anh hoạt động trong các bến cảng do Hà Lan kiểm soát hoặc đánh thuế cao. Stamford Raffles hy vọng thách thức người Hà Lan bằng việc thiết lập một bến cảng mới dọc theo eo biển Malacca, hành lang chính cho tàu thuyến trên tuyến mậu dịch Ấn Độ-Trung Quốc. Ông thuyết phục Toàn quyền Ấn Độ Francis Rawdon-Hastings và thượng cấp của mình tại Công ty Đông Ấn Anh để họ tài trợ cho một cuộc viễn chinh nhằm tìm kiếm một căn cứ mới của Anh trong khu vực.
Stamford Raffles đến Singapore vào ngày 28 tháng 1 năm 1819 và nhanh chóng nhận ra đảo là một sự lựa chọn đương nhiên để thiết lập bến cảng mới. Đảo nằm đầu nam của bán đảo Mã Lai, gần eo biển Malacca, và sở hữu một cảng nước sâu tự nhiên, có các nguồn cung nước ngọt, và gỗ để tu bổ tàu. Stamford Raffles phát hiện một khu định cư nhỏ của người Mã Lai, với dân số vài trăm, tại cửa sông Singapore, thủ lĩnh là Temenggong Abdu'r Rahman. Trên danh nghĩa, đảo nằm dưới quyền cai trị của Quốc vương Johor, song quân chủ này nằm dưới sự khống chế của người Hà Lan và Bugis. Tuy nhiên, vương quốc bị suy yếu do phân tranh bè phái và Temenggong Abdu'r Rahman và các quan viên của mình trung thành với anh của Tengkoo Rahman là Tengku Hussein (hay Tengku Long)- người đang sống lưu vong tại Riau. Với trợ giúp của Temenggong, Stamford Raffles tìm cách bí mật đưa Hussein trở về Singapore. Stamford Raffles đề nghị công nhận Tengku Hussein là quốc vương hợp pháp của Johor và cung cấp cho người này một khoản báo đáp hàng năm; đổi lại, Hussein sẽ trao cho Anh Quốc quyền được thiết lập một trạm mậu dịch tại Singapore. Một hiệp ước chính thức được ký kết vào ngày 6 tháng 2 năm 1819 và Singapore hiện đại ra đời.

## Phát triển ban đầu (1819–1826)

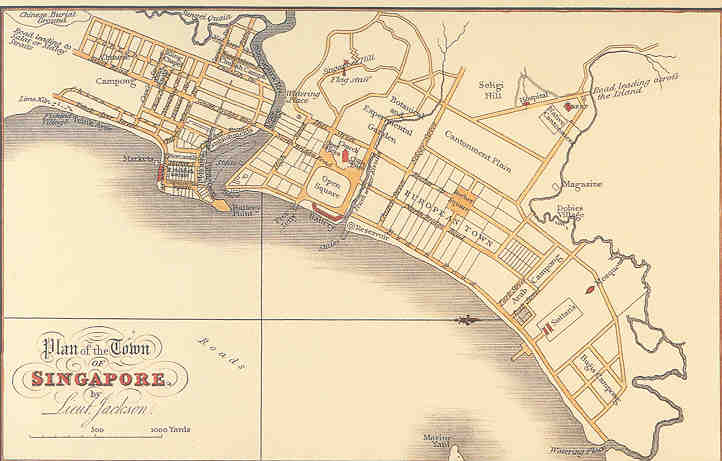
Kế hoạch đô thị Singapore, hay gọi phổ biến hơn là kế hoạch Jackson hoặc kế hoạch Raffles.

Stamford Raffles trở về Bencoolen không lâu sau khi ký hiệp ước và để cho William Farquhar chịu trách nhiệm về khu định cư mới, với một số pháo và một trung đoàn nhỏ gồm các binh sĩ Ấn Độ. Thiết lập một thương cảng từ sơ khai là một nỗ lực gian nan. Chính quyền của Farquhar trợ cấp tương đối và bị cấm thu thuế cảng để tăng thu nhập do Stamford Raffles quyết định rằng Singapore sẽ là một cảng tự do. Farquhar khuyến khích những người định cư đến Singapore, và cử một viên chức Anh Quốc đến đảo Saint John để mời tàu thuyền qua lại đến dừng chân tại Singapore. Do tin tức về cảng tự do lan rộng khắp quần đảo, các thương nhân người Bugis, Hoa Peranakan, và Ả Rập kéo đến đảo, tìm cách nhằm phá vỡ hạn chế mậu dịch của người Hà Lan. Trong năm bắt đầu hoạt động, trao đổi mậu dịch thông qua Singapore trị giá 400.000$ (đô la Tây Ban Nha). Đến năm 1821, dân số đảo tăng lên khoảng 5.000, và khối lượng mậu dịch là 8 triệu $. Dân số đạt mốc 10.000 vào năm 1825, và khối lượng mậu dịch là 22 triệu $, Singapore vượt qua cảng Penang tồn tại từ lâu.
Stamford Raffles trở về đến Singapore trong năm 1822 và phê phán nhiều quyết định của Farquhar, bất chấp việc Farquhar thành công trong việc lãnh đạo khu định cư vượt qua những năm đầu khó khăn. Chẳng hạn như nhằm tạo ra thu nhập cần thiết, Farquhar dùng đến việc bán các giấy phép cờ bạc và bán thuốc phiện, điều mà Stamford Raffles cho là các tệ nạn xã hội. Khó chịu trước sự lộn xộn của thuộc địa, Stamford Raffles bắt đầu phác thảo một bộ các chính sách mới cho khu định cư. Ông cũng sắp xếp Singapore thành những phân khu chức năng và dân tộc theo Kế hoạch Stamford Raffles về Singapore.
Ngày 7 tháng 6 năm 1823, John Crawfurd ký một hiệp ước thứ nhì với Quốc vương và Temenggong, theo đó mở rộng thuộc địa của Anh Quốc ra hầu hết đảo. Quốc vương và Temenggong giao lại hầu hết các quyền quản trị của họ đối với đảo, bao gồm cả thu thuế cảng để đổi lấy các khoản báo đáp hàng tháng trọn đời lần lượt là 1500$ và 800$. Hiệp định này đưa đảo nằm dưới hệ thống pháp luật Anh Quốc, với điều khoản là nó sẽ đưa vào chương mục các phong tục, truyền thống và tôn giáo Mã Lai. Stamford Raffles thay thế chức thống đốc của Farquhar bằng một quản trị viên có năng lực và tiết kiệm là John Crawfurd. Trong tháng 10 năm 1823, Stamford Raffles rời đi để về Anh Quốc và sau đó không bao giờ trở về Singapore. Năm 1824, Quốc vương Johor nhượng vĩnh viễn Singapore cho Công ty Đông Ấn Anh.

## Các khu định cư eo biển (1826–1867)

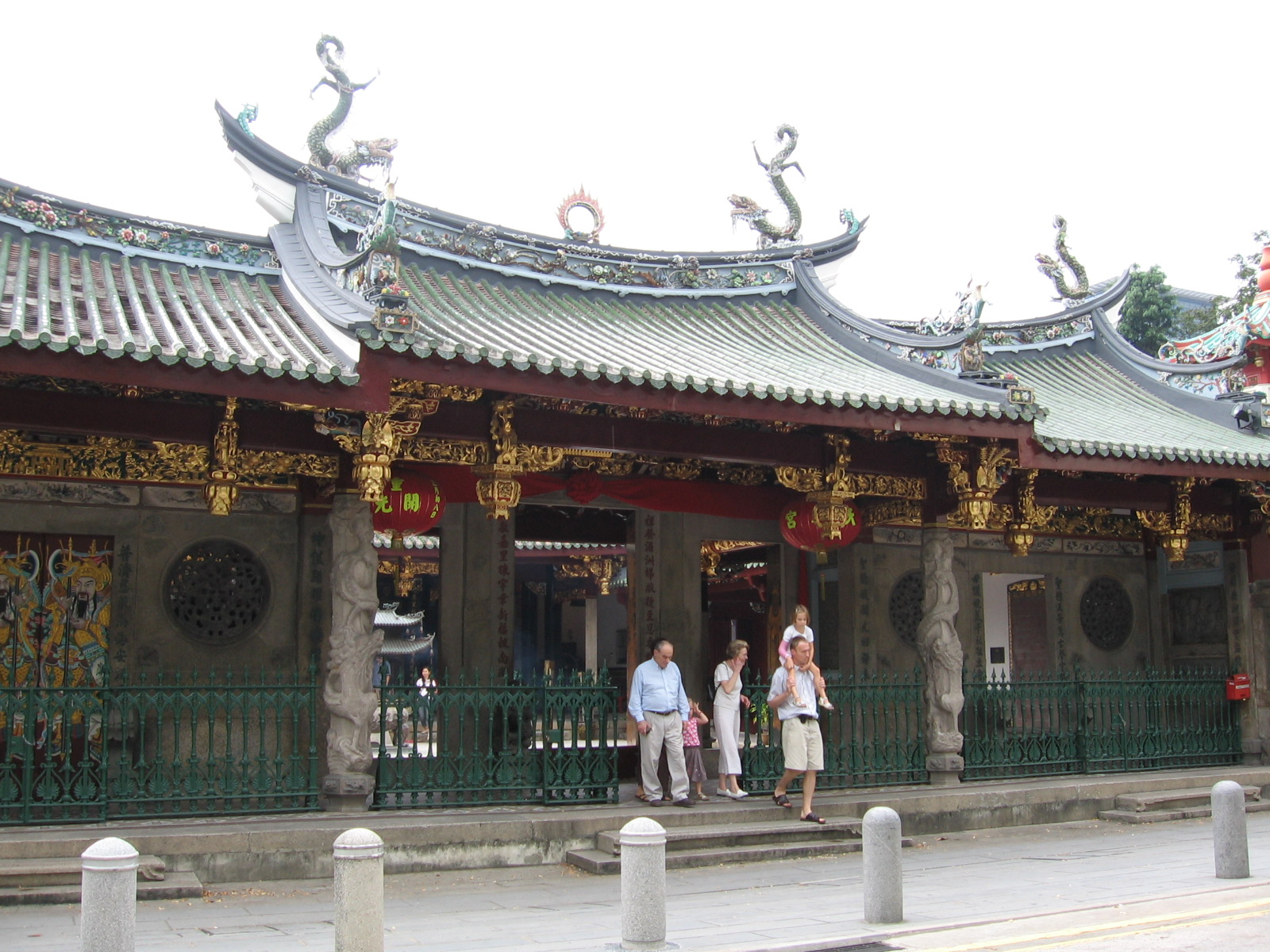
Thiên Phúc cung hoàn thành năm 1842, đây là một địa điểm thờ phụng của người nhập cư ban đầu.

Chính phủ Hà Lan nhanh chóng kháng nghị với Anh Quốc về việc xâm phạm khu vực ảnh hưởng của Hà Lan. Tuy nhiên, do Singapore nhanh chóng nổi lên là một thương cảng quan trọng, Anh Quốc củng cố yêu sách của mình về đảo. Hiệp định Anh-Hà Lan 1824 củng cố vị thế của Singapore là một thuộc địa của Anh Quốc, chia cắt quần đảo Mã Lai giữa hai cường quốc thực dân mà theo đó khu vực phía bắc của eo biển Malacca, kể cả Singapore, nằm trong khu vực ảnh hưởng của Anh Quốc. Năm 1826, Singapore cùng với Penang và Malacca hợp thành Các khu định cư Eo biển, do Công ty Đông Ấn Anh quản lý. Năm 1830, Các khu định cư Eo biển trở thành một residency, hay phân khu, của khu quản hạt Bengal thuộc Ấn Độ thuộc Anh.
Trong những thập niên sau đó, Singapore phát triển thành một cảng quan trọng trong khu vực. Thành công này có nhiều nguyên nhân, bao gồm mở cửa thị trường tại Trung Quốc, sự xuất hiện của tàu hơi nước viễn dương, và sản xuất cao su và thiếc tại Malaya. Vị thế là một cảng tự do tạo lợi thế quyết định cho Singapore so với các đô thị cảng thuộc địa khác là Batavia (Jakarta) và Manila- những nơi áp thuế quan, và nó thu hút nhiều thương nhân người Hoa, Mã Lai, Ấn Độ, và Ả Rập hoạt động tại Đông Nam Á đến Singapore. Việc khánh thành kênh đào Suez vào năm 1869 sẽ thúc đẩy hơn nữa mậu dịch tại Singapore. Năm 1880, trên 1,5 triệu tấn hàng hóa thông qua Singapore mỗi năm, với khoảng 80% hàng hóa được vận chuyển trên những tàu hơi nước. Hoạt động thương nghiệp chính là mậu dịch trung chuyển, ngành này thịnh vượng trong môi trường không bị đánh thuế và có ít hạn chế. Nhiều nhà buôn được thiết lập tại Singapore, chủ yếu là bởi các hãng buôn châu Âu, song cũng có các thương nhân Do Thái, Trung Hoa, Ả Rập, Armenia, Hoa Kỳ, và Ấn Độ. Cũng có nhiều thương nhân trung gian người Hoa, họ xử lý hầu hết trao đổi mậu dịch giữa các thương nhân châu Âu và châu Á.
Đến năm 1827, người Hoa trở thành dân tộc lớn nhất tại Singapore. Họ bao gồm những người Peranakan là hậu duệ của những người Hoa định cư ban đầu, và những phu người Hoa kéo sang Singapore để thoát khỏi khó khăn kinh tế tại Hoa Nam. Số lượng người Hoa tăng lên nhờ những người chạy trốn tình trạng rối loạn bắt nguồn từ Chiến tranh Nha phiến thứ nhất (1839 – 1842) và Chiến tranh Nha phiến thứ hai (1856 – 1860). Nhiều người đến Singapore với thân phận lao công khế ước bần cùng hóa và họ chủ yếu là nam giới. Người Mã Lai là dân tộc lớn thứ hai cho đến thập niên 1860, họ làm việc trong các lĩnh vực ngư nghiệp, thủ công nghiệp, hoặc là những người làm công ăn lương trong khi tiếp tục sống chủ yếu trong những kampung (làng). Đến năm 1860, người Ấn Độ trở thành dân tộc lớn thứ hai. Nhóm người này gồm có các lao động không làng nghề, thương nhân, và những tù nhân bị đưa đến để thực hiện các dự án công trình công cộng như phát quang rừng rậm hay làm đường. Cũng có các binh sĩ Sepoy người Ấn Độ được Anh Quốc đưa đến đồn trú tại Singapore.
Bất chấp tầm quan trọng ngày càng tăng của Singapore, chính phủ quản lý đảo ở trong tình trạng thiếu nhân sự, không hiệu quả và không quan tâm đến phúc lợi của dân cư. Các quản trị viên thường được phái từ Ấn Độ và không quen thuộc với văn hóa và ngôn ngữ địa phương. Trong khi dân số tăng gấp bốn lần từ năm 1830 đến năm 1867, thì quy mô dịch vụ công tại Singapore vẫn bất biến. Hầu hết mọi người không tiếp cận được với các dịch vụ y tế công và những dịch bệnh như tả và đậu mùa làm trầm trọng vấn đề y tế, đặc biệt là trong các khu vực đông đúc của tầng lớp lao động. Như một hậu quả của việc chính phủ thiếu năng lực và dân cư chủ yếu là nam giới, tạm thời, và bản chất vô học, xã hội không có luật pháp và hỗn loạn. Năm 1850, chỉ có 12 sĩ quan cảnh sát trong thành phố với gần 60.000 dân. Mại dâm, cờ bạc, và lạm dụng ma túy là những hiện tượng phổ biến. Các bang hội tội phạm của người Hoa vô cùng hùng mạnh, và một số bang hội có hàng vạn thành viên. Những cuộc chiến đấu tranh giành địa bàn giữa các bang hội đối địch đôi khi khiến cho hàng trăm người thiệt mạng và các nỗ lực nhằm áp chế họ có kết quả hạn chế.

## Thuộc địa vương thất Các khu định cư Eo biển (1867–1942)

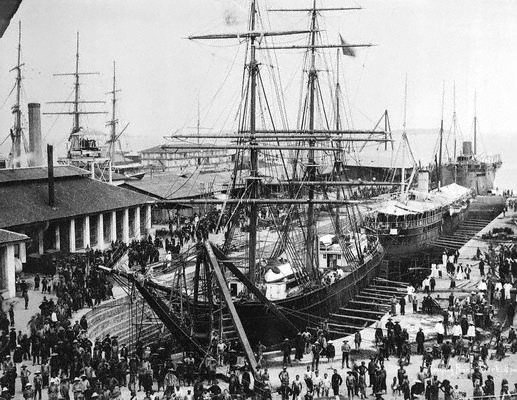
Một bến tàu nhộn nhịp tại Tanjong Pagar, thập niên 1890.

Singapore tiếp tục phát triển, những yếu kém trong việc quản lý Các khu định cư Eo biển trở nên trầm trọng và cộng đồng thương nhân của Singapore bắt đầu chống đối mãnh liệt sự cai trị của Ấn Độ thuộc Anh. Ngày 1 tháng 4 năm 1867, chính phủ Anh Quốc chấp thuận thiết lập Các khu định cư Eo biển với vị thế là một thuộc địa vương thất riêng biệt. Thuộc địa mới này nằm dưới quyền quản lý của một thống đốc, được giám sát từ Bộ Thuộc địa tại Luân Đôn. Một hội đồng hành pháp và một đồng lập pháp phụ giúp cho thống đốc. Mặc dù các thành viên trong hai hội đồng không do bầu cử, song theo thời gian càng có nhiều đại diện cho dân cư địa phương.
Chính phủ thuộc địa bắt đầu tiến hành một số biện pháp nhằm giải quyết các vấn đề xã hội nghiêm trọng tại Singapore. Một thể chế bảo hộ người Hoa dưới quyền Pickering được thành lập vào năm 1877 để giải quyết những nhu cầu của cộng đồng người Hoa, đặc biệt là kiểm soát những lạm dụng tồi tệ nhất trong việc mua bán phu và bảo vệ nữ giới người Hoa khỏi mại dâm ép buộc. Năm 1889, Thống đốc Cecil Clementi Smith cấm chỉ các bang hội, khiến chúng chuyển sang hoạt động ngầm. Tuy thế, nhiều vấn đề xã hội kéo dài đến thời kỳ hậu chiến, trong đó có thiếu hụt nhà ở, y tế và chất lượng sinh hoạt tệ. Năm 1906, Đồng Minh hội thành lập phân nhánh Nam Dương của họ tại Singapore, đóng vai trò là trụ sở của tổ chức tại Đông Nam Á. Dân cư người Hoa nhập cư tại Singapore quyên góp hào phóng cho Đồng Minh hội, tổ chức này tiến hành Cách mạng Tân Hợi năm 1911, dẫn đến việc thành lập Trung Hoa Dân Quốc.
Chiến tranh thế giới thứ nhất không có ảnh hưởng nhiều đến Singapore: xung đột trong đại chiến này không lan đến Đông Nam Á. Sự kiện quân sự địa phương quan trọng nhất trong thế chiến là binh biến năm 1915 do các binh sĩ sepoy người Hồi giáo Ấn Độ đồn trú tại Singapore tiến hành. Sau khi nghe được những tin đồn về việc có kế hoạch đưa họ đi chiến đấu với Đế quốc Ottoman, các binh sĩ nổi dậy, sát hại những sĩ quan của họ và một vài thường dân Anh Quốc trước khi bị quân đến từ Johor và Miến Điện trấn áp.
Sau chiến tranh, chính phủ Anh Quốc dành nguồn lực đáng kể để xây dựng một căn cứ hải quân tại Singapore, một sự ngăn chặn đối với tham vọng ngày càng tăng của Đế quốc Nhật Bản. Căn cứ hoàn thành vào năm 1939, có đủ thùng nhiên liệu để hỗ trợ cho toàn bộ hải quân Anh Quốc trong sáu tháng. Winston Churchill ca ngợi nó như "Gibraltar của phương Đông." Tuy nhiên, căn cứ không có hạm đội. Hạm đội Tổ quốc của Anh Quốc đóng tại châu Âu và theo kế hoạch là sẽ nhanh chóng đi đến Singapore khi cần thiết. Tuy nhiên, sau khi Chiến tranh thế giới thứ hai bùng nổ vào năm 1939, Hạm đội hoàn toàn được sử dụng để bảo vệ Anh Quốc.

## Trận chiến Singapore và Nhật Bản chiếm đóng (1942–1945)
Vào tháng 12 năm 1941, Nhật Bản tấn công Trân Châu Cảng, khởi đầu một cách nghiêm túc Chiến tranh Thái Bình Dương. Singapore là một căn cứ lớn của Đồng Minh trong khu vực, là một mục tiêu quân sự hiển nhiên. Các chỉ huy quân sự của Anh Quốc tại Singapore cho rằng cuộc tấn công của Nhật Bản sẽ đến theo đường biển từ phía nam, do rừng rậm Malaya ở phía bắc sẽ đóng vai trò là một rào cản tự nhiên chống xâm nhập. Mặc dù người Anh Quốc phác thảo một kế hoạch nhằm đối phó với một cuộc tấn công vào bắc bộ Malaya, song việc chuẩn bị chưa hoàn tất. Quân đội Anh Quốc tự tin rằng "Pháo đài Singapore" sẽ kháng cự được bất kỳ cuộc tấn công nào của người Nhật và sự tự tin này được củng cố khi Lực lượng Z đến, đây là một đội các chiếm hạm của Anh Quốc được phái đi phòng thủ Singapore, gồm có HMS Prince of Wales, và HMS Repulse.
Ngày 8 tháng 12 năm 1941, quân đội Nhật Bản đổ bộ lên Kota Bharu tại bắc bộ Malaya. Chỉ hai ngày sau khi bắt đầu xâm chiếm Malaya, Nhật Bản đánh chìm Prince of Wales và Repulse ngoài khơi bờ biển Kuantan tại Pahang, đây là thất bại tệ nhất của Hải quân Anh Quốc trong Chiến tranh thế giới thứ hai. Yểm trợ hàng không của Đồng Minh không đến kịp để bảo vệ hai tàu chủ lực. Sau sự kiện này, Singapore và Malaya bị không kích hàng ngày, các công trình dân sự như bệnh viện hay điếm ốc cũng là mục tiêu.

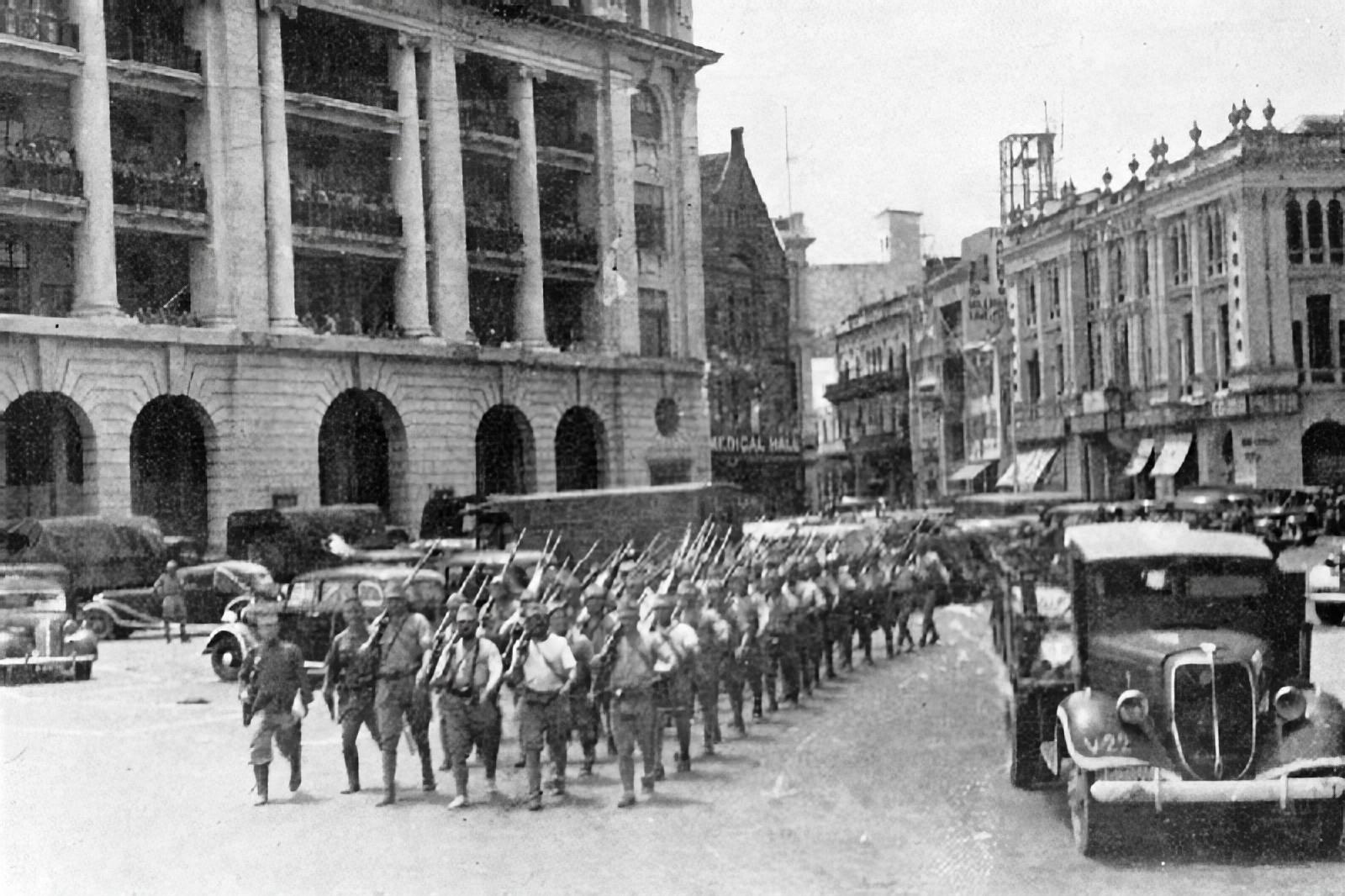
Quân đội Nhật Bản diễu hành trên đường phố Singapore, tháng 2 năm 1942.

Quân đội Nhật Bản nhanh chóng tiến về phía nam qua bán đảo Mã Lai, tiêu diệt hoặc bỏ qua kháng cự của Đồng Minh. Do kháng cự thất bại trước bước tiến của quân Nhật, lực lượng Đồng Minh buộc phải triệt thoái về phía nam hướng đến Singapore. Ngày 31 tháng 1 năm 1942, Nhật Bản chinh phục toàn bộ bán đảo Mã Lai và sẵn sàng tấn công Singapore.
Lực lượng Đồng Minh phá đường đắp cao nối Johor và Singapore nhằm ngăn chặn quân đội Nhật Bản. Tuy nhiên người Nhật tìm cách vượt qua eo biển Johor trên những thuyền khí nén vào các ngày sau đó. Trong giai đoạn này, Lực lượng Đồng Minh và quân tình nguyện từ dân cư Singapore tiến hành vài trận chiến nhằm chống bước tiến của quân đội Nhật Bản, chẳng hạn như trận Pasir Panjang. Tuy nhiên, do hầu hết công sự phòng thủ bị phá vỡ và nguồn tiếp tế cạn kiệt, Trung tướng Arthur Percival lệnh cho lực lượng lượng Đồng Minh tại Singapore đầu hàng Lực lượng Nhật Bản dưới quyền Tướng Tomoyuki Yamashita vào Tết Nguyên Đán năm Nhâm Ngọ, 15 tháng 2 năm 1942. Khoảng 130.000 binh sĩ Ấn Độ, Úc, và Anh Quốc trở thành tù binh chiến tranh, nhiều người trong số họ sau đó được đưa đến Miến Điện, Nhật Bản, Triều Tiên, hay Mãn Châu để lao động như nô lệ. Sự kiện Singapore thất thủ là cuộc đầu hàng lớn nhất của lực lượng do Anh Quốc lãnh đạo trong lịch sử. Báo chí Nhật Bản hân hoan tuyên bố chiến thắng này như là có tác động quyết định trong tình thế tổng thể của chiến tranh.
Singapore được đổi tên thành Chiêu Nam đảo (昭南島 Shōnan-tō), và bị người Nhật chiếm đóng từ năm 1942 đến năm 1945. Quân đội Nhật Bản áp đặt các biện pháp khắc nghiệt với dân cư địa phương, các binh sĩ mà đặc biệt là Kempeitai (hiến binh đội) đặc biệt tàn nhẫn trong việc đối xử và dân cư người Hoa. Sự kiện tàn bạo được chú ý nhất là thảm sát Túc Thanh đối với thường dân người Hoa, nhằm trả đũa hỗ trợ của họ cho các nỗ lực chiến tranh tại Trung Quốc. Các vụ hành hình đại quy mô được ước tính khiến cho 25.000-50.000 người thiệt mạng tại Malaya và Singapore. Những dân cư còn lại phải chịu khó khăn nghiêm trọng trong ba năm rưỡi bị Nhật Bản chiếm đóng.

## Thời kỳ hậu chiến (1945–1955)

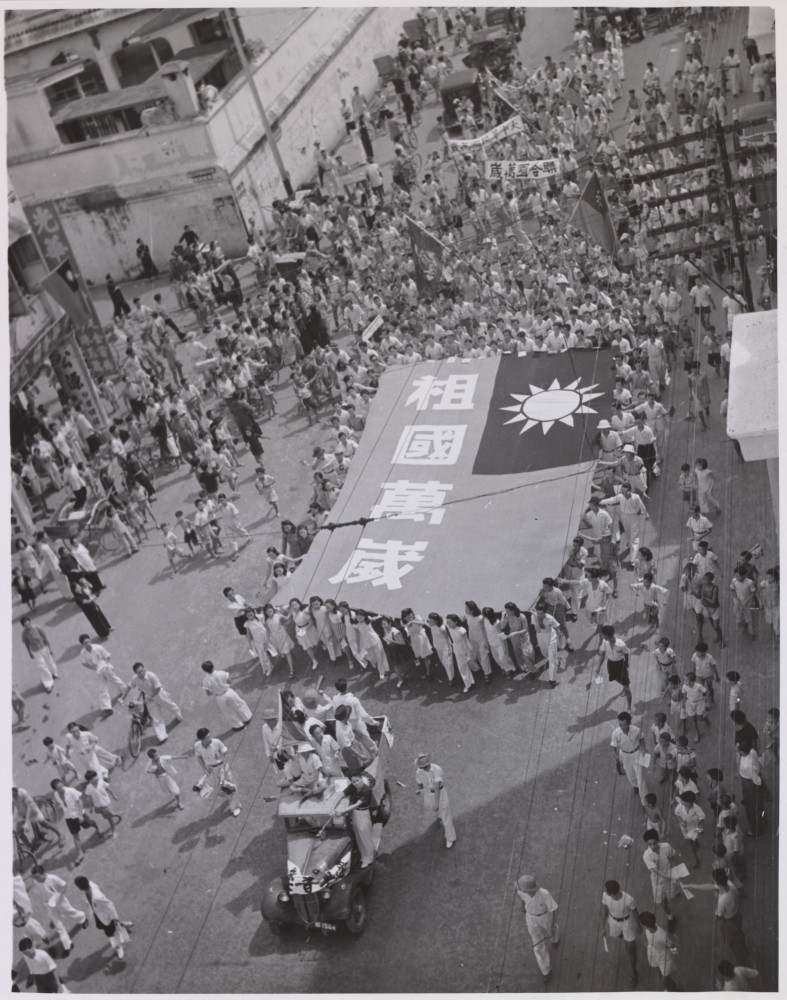
Cộng đồng người Hoa tại Singapore mang quốc kỳ Trung Hoa Dân Quốc (viết chữ Tổ quốc vạn tuế 祖國萬歲) nhằm tán dương thắng lợi, cũng phản ánh vấn đề bản sắc Trung Hoa vào đương thời.

Sau khi Nhật Bản đầu hàng Đồng Minh vào ngày 15 tháng 8 năm 1945, Singapore rơi vào một tình trạng vô tổ chức trong một thời gian ngắn; cướp bóc và giết người báo thù lan rộng. Các binh sĩ Anh Quốc dưới quyền lãnh đạo của Bá tước Louis Mountbatten trở lại Singapore để tiếp nhận đầu hàng chính thức của lực lượng Nhật Bản trong khu vực từ Tướng Itagaki Seishiro nhân danh Nguyên soái Hisaichi Terauchi vào ngày 12 tháng 9 năm 1945. Một Chính phủ quân sự Anh Quốc được thành lập để quản lý Singapore, tồn tại cho đến tháng 3 năm 1946. Phần lớn cơ sở hạ tầng bị phá hủy trong chiến tranh, kể cả các hệ thống cung cấp điện và nước, dịch vụ điện thoại, cũng như các thiết bị cảng tại bến cảng Singapore. Xảy ra một tình trạng thiếu lương thực dẫn đến thiếu ăn, bệnh tật, tội phạm và bạo lực lan tràn. Giá lương thực ở mức cao, nạn thất nghiệp, và bất mãn của công nhân lên đến cực độ trong một loạt cuộc đình công vào năm 1947 gây đình trệ nghiêm trọng trong giao thông công cộng và các dịch vụ khác. Đến cuối năm 1947, kinh tế bắt đầu phục hồi, được thúc đẩy nhờ nhu cầu ngày càng tăng đối với thiếc và cao su trên khắp thế giới, song phải mất vài năm nữa thì kinh tế mới trở lại mức tiền chiến.
Do Anh Quốc thất bại trong việc phòng thủ Singapore, họ bị mất đi sự tín nhiệm trong đánh giá của người Singapore. Những thập niên sau chiến tranh chứng kiến một sự giác tỉnh chính trị trong dân cư địa phương và sự trỗi dậy của các tình cảm phản thực dân và dân tộc chủ nghĩa, được tóm tắt bằng một khẩu hiệu Merdeka, hay "độc lập" trong tiếng Mã Lai. Về phần mình, Anh Quốc chuẩn bị để dần tăng quyền tự trị cho Singapore và Malaya. Ngày 1 tháng 4 năm 1946, Các khu định cư Eo biển bị giải thể và Singapore trở thành một thuộc địa vương thất riêng biệt với một chính phủ dân sự, đứng đầu là một thống đốc. Trong tháng 7 năm 1947, các hội đồng hành pháp và lập pháp được thiết lập một cách riêng rẽ và cuộc bầu cử sáu thành viên của hội đồng lập pháp được lên kế hoạch vào năm sau đó.
Tổng tuyển cử đầu tiên tại Singapore được tổ chức trong tháng 3 năm 1948, song chỉ có sáu trong số 25 ghế tại Hội đồng lập pháp được bầu cử. Chỉ những thần dân Anh Quốc mới có quyền bỏ phiếu. Các thành viên khác trong hội đồng do Thống đốc hoặc những thương hội lựa chọn. Đảng Tiến bộ Singapore (SPP) bảo thủ mới thành lập giành được ba ghế thông qua bầu cử, các cá nhân độc lập giành được ba ghế còn lại.
Ba tháng sau tuyển cử, các nhóm cộng sản tại Malaya tiến hành nổi dậy vũ trang. Anh Quốc áp đặt các biện pháp cứng rắn nhằm kiểm soát các nhóm cánh tả tại cả Singapore và Malaya và đề ra Đạo luật An ninh nội bộ gây tranh luận, theo đó cho phép giam giữ vô thời hạn mà không cần xét xử đối với những cá nhân bị nghi ngờ là "mối đe dọa đối với an ninh". Do các nhóm cánh tả là lực lượng chỉ trích mạnh mẽ nhất hệ thống thuộc địa, tiến bộ về quyền tự trị bị đình trệ trong vài năm.
Một hội đồng lập pháp thứ nhì được bầu vào năm 1951, số ghế được bầu tăng lên 9. Đảng Tiến bộ giành được sáu ghế thông qua bầu cử. Điều này góp phần vào việc hình thành một chính phủ Singapore địa phương riêng biệt, song thống trị thuộc địa vẫn chiếm ưu thế. Năm 1953, với việc những người cộng sản tại Malaya bị đàn áp và thời kỳ tệ nhất của Tình trạng khẩn cấp qua đi, một Ủy ban Anh Quốc do George Rendel đứng đầu đề xuất một hình thức hạn chế về quyền tự trị cho Singapore. Một nghị hội lập pháp mới với 25/32 ghế được bầu thông qua phổ thông đầu phiếu thay thế hội đồng lập pháp, từ đó một thủ tịch bộ trưởng đóng vai trò là người đứng đầu chính phủ và hội đồng bộ trưởng đóng vai trò là nội các sẽ được đựa chọn theo thể chế đại nghị. Anh Quốc sẽ giữ lại quyền lực trên một số lĩnh vực như nội an và ngoại giao, cũng như quyền phủ quyết đối với nghị hội.
Bầu cử nghị hội lập pháp được tổ chức vào ngày 2 tháng 4 năm 1955 là một cuộc tranh đấu sôi nổi và sít sao, khi vài chính đảng mới tham gia cạnh tranh. Không giống các cuộc bầu cử trước đó, cử tri được tự động đăng ký, tổng số cư tri là khoảng 300.000. Đảng Tiến bộ thất bại trong cuộc bầu cử, chỉ giành được bốn ghế. Mặt trận Lao động thiên tả mới hình thành có được chiến thắng lớn nhất với 10 ghế và hình thành một chính phủ liên hiệp với liên minh UMNO-MCA (có 3 ghế).

## Tự trị (1955–1963)
Lãnh đạo của Mặt trận Lao động là David Marshall trở thành Thủ tịch bộ trưởng đầu tiên của Singapore. Ông điều khiển một chính phủ yếu, nhận được ít hợp tác từ chính phủ thuộc địa cũng như các chính đảng địa phương khác. Tình trạng bất ổn xã hội gia tăng, và trong tháng 5 năm 1955, bạo động xe buýt Phúc Lợi (Hock Lee) bùng phát, khiến bốn người bị sát hại và chính phủ của Marshall bị mất tín nhiệm nghiêm trọng. Năm 1956, bạo động trung học Hoa văn bùng phát trong các học sinh tại trường Trung học Hoa kiều và các trường học khác, tiếp tục làm gia tăng căng thẳng giữa chính phủ bản địa với các học sinh người Hoa và công đoàn viên-những người được cho là có cảm tình cộng sản.
Trong tháng 4 năm 1956, Marshall dẫn một phái đoàn đến Luân Đôn để đàm phàm về tự trị hoàn toàn, song đàm phán thất bại khi Anh Quốc không sẵn lòng trao quyền kiểm soát nội an của Singapore. Anh Quốc lo ngại về ảnh hưởng cộng sản và các cuộc đình công vốn đang phá hoại ổn định kinh tế của Singapore, và cảm thấy rằng chính phủ bản địa vô dụng trong việc xử lý các bạo động trước đó. Marshall từ chức sau khi đàm phán thất bại.
Thủ tịch bộ trưởng mới là Lâm Hữu Phúc (Lim Yew Hock) phát động chiến dịch trừng trị các nhóm cộng sản và cánh tả, bắt giam nhiều lãnh đạo công hội và vài thành viên thân cộng của Đảng Hành động Nhân dân dựa theo Luật An ninh nội bộ. Chính phủ Anh Quốc tán thành lập trường cứng rắn của Lâm Hữu Phúc với những người phiến động cộng sản, và khi một vòng đàm phán mới được tổ chức từ tháng 3 năm 1957, họ chấp thuận trao quyền tự trị nội bộ hoàn toàn. Một quốc gia Singapore sẽ được hình thành, có công dân của mình. Nghị hội lập pháp sẽ được mở rộng lên 51 thành viên, hoàn toàn được chọn dựa theo phổ thông đầu phiếu, và Thủ tướng cùng nội các sẽ quản lý toàn bộ các phương diện của chính phủ ngoại trừ quốc phòng và ngoại giao. Chức vụ thống đốc được thay thế bằng Yang di-Pertuan Negara hay là nguyên thủ quốc gia. Trong tháng 8 năm 1958, Đạo luật quốc gia Singapore được Nghị viện Anh Quốc thông qua, quy định về việc hình thành Quốc gia Singapore.
Tổng tuyển cử nghị hội lập pháp mới được tổ chức trong tháng 5 năm 1959. Đảng Hành động Nhân dân chiến thắng vang dội, giành được 43 trên 51 ghế. Họ đạt được kết quả này là nhờ tranh thủ cộng đồng người Hoa chiếm đa số, đặc biệt là những người trong công đoàn và các tổ chức học sinh cấp tiến. Lãnh đạo đảng là Lý Quang Diệu trở thành Thủ tướng đầu tiên của Singapore.
Các lãnh đạo thương giới ngoại quốc và bản địa mất tinh thần trước chiến thắng của Đảng Hành động Nhân dân do một số thành viên trong đảng là người thân cộng. Nhiều doanh nghiệp nhanh chóng chuyển trụ sở của họ từ Singapore sang Kuala Lumpur. Chính phủ của Đảng Hành động Nhân dân bắt tay vào một chương trình mạnh mẽ nhằm giải quyết các vấn đề kinh tế và xã hội của Singapore. Phát triển kinh tế nằm dưới quyền giám sát của Tân Bộ trưởng Tài chính Ngô Khánh Thụy, với chiến lược là khuyến khích đầu tư ngoại quốc và bản địa bằng những biện pháp khác nhau, từ ưu đãi thuế đến thiết lập một khu công nghiệp lớn tại Jurong. Hệ thống giáo dục được cải biến để đào tạo một lực lượng lao động có tay nghề, và tiếng Anh được khuyến khích hơn tiếng Trung trong vai trò là ngôn ngữ giảng dạy. Nhằm loại bỏ tình trạng bất ổn lao động, các công đoàn hiện hành bị hợp nhất, đôi khi là bằng vũ lực, thành một tổ chức bảo trợ duy nhất gọi là Đại hội Công hội toàn quốc (NTUC) bị chính phủ giám sát chặt chẽ. Trên phương diện xã hội, một chương trình nhà ở công cộng tích cực và được tài trợ lớn được tiến hành nhằm giải quyết vấn đề nhà ở vốn đã kéo dài. Trên 25.000 căn hộ cao tầng, giá thấp được xây dựng trong hai năm đầu tiên của chương trình.
Mặc dù thành công trong việc quản lý Singapore, các lãnh đạo của Đảng Hành động Nhân dân, kể cả Lý Quang Diệu và Ngô Khánh Thụy, cho rằng tương lai của Singapore gắn với Malaya. Họ cảm thấy rằng những mối quan hệ lịch sử và kinh tế giữa Singapore và Malaya là quá vững chắc để Singapore có thể là một quốc gia riêng biệt, và họ vận động mạnh mẽ nhằm sáp nhập. Trên phương diện khác, phe thân cộng khá lớn của Đảng Hành động Nhân dân thì phản đối dữ dội việc sáp nhập, lo sợ mất ảnh hưởng do đảng cầm quyền tại Malaya là Tổ chức Dân tộc Mã Lai Thống nhất kiên quyết chống cộng và sẽ hỗ trợ cho phe phi cộng trong Đảng Hành động Nhân dân chống lại họ. Các lãnh đạo của Tổ chức dân tộc Mã Lai thống nhất cũng hoài nghi về ý tưởng sáp nhập do họ không tin tưởng chính phủ của Đảng Hành động Nhân dân UMNO và lo ngại rằng lượng dân cư người Hoa lớn tại Singapore sẽ gây biến đổi cân bằng dân tộc vốn là chỗ dựa cho nền tảng quyền lực chính trị của họ. Vấn đề lên đến đỉnh điểm trong năm 1961, khi bộ trưởng thân cộng của Đảng Hành động Nhân dân là Vương Vĩnh Nguyên ly khai khỏi đảng và đánh bại một ứng cử viên của Đảng Hành động Nhân dân trong cuộc bầu cử bổ sung sau đó, một động thái đe dọa khiến cho chính phủ Lý Quang Diệu sụp đổ. Đối diện với viễn cảnh những người thân cộng tiếp quản quyền lực tại Singapore, Tổ chức dân tộc Mã Lai thống nhất thay đổi quan điểm của họ về hợp nhất. Vào ngày 27 tháng 5, Thủ tướng Malaya Tunku Abdul Rahman, thảo luận ý tưởng về một Liên bang Malaysia, bao gồm Liên bang Malaya, Singapore, Brunei và các lãnh thổ của Anh tại bắc bộ đảo Borneo là Sabah và Sarawak hiện nay. Các lãnh đạo của Tổ chức dân tộc Mã Lai thống nhất cho rằng việc bổ sung dân cư Mã Lai tại các lãnh thổ Borneo sẽ bù đắp dân số người Hoa tại Singapore. Ngày 9 tháng 7 năm 1963, các lãnh đạo của Singapore, Malaya, Sabah và Sarawak ký kết Hiệp định Malaysia để thành lập Liên bang Malaysia.

## Singapore thuộc Malaysia (1963–1965)
Ngày 16 tháng 9 năm 1963, Malaya, Singapore, Bắc Borneo và Sarawak chính thức hợp nhất và Malaysia hình thành. Chính phủ của Đảng Hành động Nhân dân cảm thấy sẽ khó khăn để Singapore tồn tại như một quốc gia. Singapore thiếu tài nguyên tự nhiên và đối diện với suy giảm mậu dịch trung chuyển cùng dân số tăng trưởng vốn đòi hỏi công việc. Do đó, Singapore cảm thấy rằng hợp nhất có lợi cho kinh tế khi tạo ra một thị trường tự do chung, loại bỏ thuế quan mậu dịch, giải quyết khủng hoảng thất nghiệp và trợ giúp các ngành công nghiệp mới. Chính phủ Anh Quốc miễn cưỡng trong việc trao quyền độc lập hoàn toàn cho Singapore vì họ cho rằng điều này sẽ cung cấp một nơi ẩn náu cho cộng sản. Liên minh không vững vàng ngay từ đầu, trong tuyển cử cấp bang tại Singapore năm 1963, một chi bộ địa phương của Tổ chức dân tộc Mã Lai thống nhất tham gia tranh cử bất chấp thỏa thuận rằng đảng này sẽ không tham gia chính trị của bang trong những năm đầu khi Malaysia hình thành. Mặc dù Tổ chức dân tộc Mã Lai thống nhất không thắng cử được ghế nào, song quan hệ giữa họ với Đảng Hành động Nhân dân bị xấu đi. Nhằm trả đũa, Đảng Hành động nhân dân thách thức các ứng cử viên của Tổ chức dân tộc Mã Lai thống nhất trong bầu cử liên bang năm 1964, giành được một ghế trong Quốc hội Malaysia.
Căng thẳng dân tộc gia tăng khi người Hoa tại Singapore bất bình trước các chính sách pháp án bình quyền của liên bang, mà theo đó trao đặc quyền cho người Mã Lai dựa theo Điều 153 trong Hiến pháp Malaysia. Cũng có những lợi ích tài chính và kinh tế khác được ưu tiên cho người Mã Lai. Lý Quang Diệu và các lãnh đạo chính đảng khác bắt đầu vận động cho sự công bằng và đối xử bình đẳng với toàn bộ các chủng tộc tại Malaysia.
Trong khi đó, người Mã Lai tại Singapore ngày càng bị kích động trước những cáo buộc của chính phủ liên bang rằng Đảng Hành động Nhân dân ngược đãi người Mã Lai. Tình hình chính trị đối ngoại cũng căng thẳng, Tổng thống Indonesia Sukarno tuyên bố về một tình trạng Konfrontasi (đối đầu) chống Malaysia và bắt đầu các hành động kể cả quân sự nhằm chống lại liên bang mới thành lập, trong đó đặc công Indonesia đánh bom MacDonald House tại Singapore vào ngày 10 tháng 3 năm 1965, khiến ba người thiệt mạng. Indonesia cũng chỉ đạo các hành động dấy loạn để kích động người Mã Lai chống người Hoa. Một số bạo động dân tộc diễn ra, lệnh giới nghiêm thường xuyên được áp đặt nhằm khôi phục trật tự. Nghiêm trọng nhất là cuộc bạo động diễn ra vào ngày 21 tháng 7 năm 1964, tức ngày kỷ niệm sinh nhật nhà tiên tri Muhammad, với 23 người thiệt mạng và hàng trăm người bị thương. Trong tình trạng bất ổn, giá thực phẩm tăng vọt và hệ thống giao thông bị gián đoạn, gây thêm khó khăn cho nhân dân.
Các chính phủ bang và liên bang cũng xung đột trên phương diện kinh tế. Các lãnh đạo của Tổ chức dân tộc Mã Lai thống nhất lo ngại rằng ưu thế kinh tế của Singapore chắc sẽ đưa quyền lực chính trị ra khỏi Kuala Lumpur. Bất chấp hiệp định trước đó về việc hình thành một thị trường chung, Singapore tiếp tục đối diện với những hạn chế khi kinh doanh với phần còn lại của Malaysia. Để trả đũa, Singapore từ chối cấp cho Sabah và Sarawak quy mô đầy đủ các khoản vay đã thỏa thuận trước đó để phát triển kinh tế tại hai bang miền đông. Chi nhánh Ngân hàng Trung Quốc tại Singapore bị chính phủ liên bang đóng cửa do bị nghi ngờ tài trợ cho cộng sản. Tình hình leo thang đến mức một khung đàm phám giữa Tổ chức dân tộc Mã Lai thống nhất và Đảng Hành động Nhân dân bị đổ vỡ, và các bài phát biểu và bài viết có nội dung lăng mạ lan tràn ở cả hai phía. Những thành phần cực đoan trong Tổ chức dân tộc Mã Lai thống nhất kêu gọi bắt giữ Lý Quang Diệu.
Nhận thấy không còn cách nào khác để tránh đổ máu thêm, Thủ tướng Malaysia Tunku Abdul Rahman quyết định trục xuất Singapore khỏi liên bang. Ngô Khánh Thụy trở nên hoài nghi về lợi ích kinh tế của việc hợp nhất đối với Singapore, ông thuyết phục Lý Quang Diệu rằng phân ly phải được thực hiện.
Vào sáng ngày 9 tháng 8 năm 1965, Quốc hội Malaysia bỏ phiếu với kết quả 126–0 ủng hộ một sửa đổi hiến pháp trục xuất Singapore khỏi liên bang; vài giờ sau đó, Nghị viện Singapore thông qua Đạo luật Độc lập nước Cộng hòa Singapore, kiến lập một nước cộng hòa độc lập và có chủ quyền. Lý Quang Diệu buồn bã tuyên bố trong một buổi họp báo được phát trên truyền hình rằng Singapore đã trở thành một quốc gia có chủ quyền, độc lập. Ông nói rằng: "Đối với tôi, đó là một khoảnh khắc đau đớn. Trong toàn bộ đời tôi, cuộc đời trưởng thành của tôi, tôi tin tưởng vào hợp nhất và thống nhất của hai lãnh thổ." Yusof bin Ishak được bổ nhiệm làm tổng thống đầu tiên của nước Cộng hòa Singapore.

## Cộng hòa Singapore (1965–nay)

### 1965 đến 1979

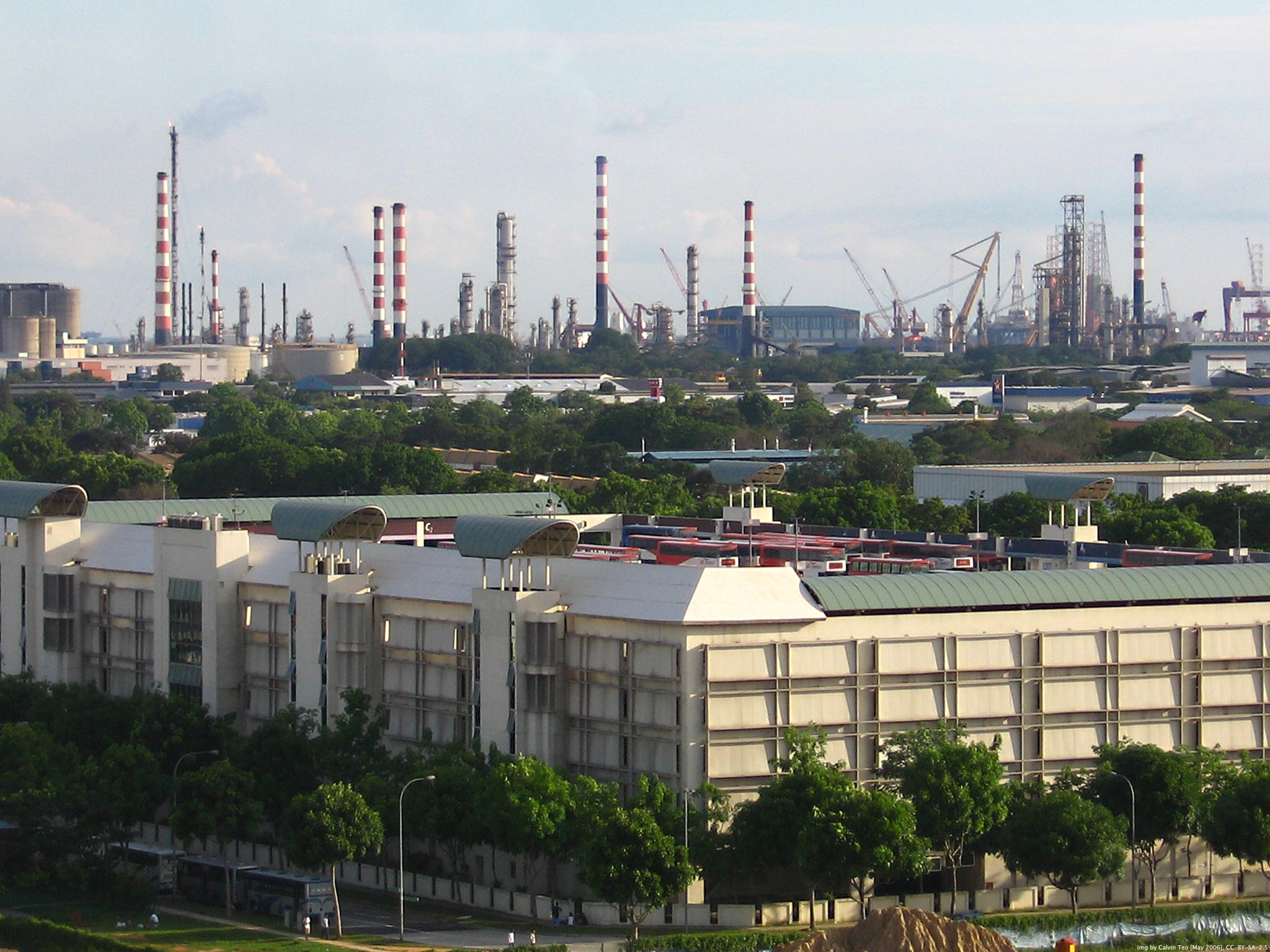
Khu công nghiệp Jurong được phát triển vào thập niên 1960 để công nghiệp hóa nền kinh tế.

Sau khi độc lập, Singapore đối diện với một tương lai đầy bất trắc. Đối đầu Indonesia-Malaysia đang diễn ra và phe bảo thủ trong Tổ chức dân tộc Mã Lai thống nhất phản đối mạnh mẽ phân ly; Singapore đối diện với nguy hiểm trước khả năng bị quân đội Indonesia tấn công và bị ép buộc bằng vũ lực để tái gia nhập Liên bang Malaysia theo các điều khoản bất lợi. Phần lớn truyền thông quốc tế hoài nghi về viễn cảnh cho sự tồn tại của Singapore. Bên cạnh vấn đề chủ quyền, các vấn đề cấp bách là thất nghiệp, nhà ở, giáo dục, và thiếu tài nguyên tự nhiên và đất đai.
Singapore ngay lập tức tìm kiếm công nhận quốc tế đối với chủ quyền của mình. Quốc gia mới gia nhập Liên Hợp Quốc vào ngày 21 tháng 9 năm 1965, trở thành thành viên thứ 117 của tổ chức; và gia nhập Thịnh vượng chung vào tháng 10 cùng năm. Bộ trưởng Ngoại giao Sinnathamby Rajaratnam đứng đầu một cơ quan ngoại giao mới, giúp khẳng định nền độc lập của Singapore và thiết lập quan hệ ngoại giao với các quốc gia khác. Ngày 22 tháng 12 năm 1965, Đạo luật Tu chính Hiến pháp được thông qua, theo đó nguyên thủ quốc gia là tổng thống và đảo trở thành nước Cộng hòa Singapore. Singapore sau đó đồng sáng lập Hiệp hội các quốc gia Đông Nam Á vào ngày 8 tháng 8 năm 1967 và được nhận làm thành viên của Phong trào không liên kết vào năm 1970.
Cục Phát triển kinh tế được lập ra vào năm 1961 nhằm xây dựng và thực hiện các chiến lược kinh tế quốc gia, tập trung vào thúc đẩy lĩnh vực chế tạo của Singapore. Các khu công nghiệp được thành lập, đặc biệt là tại Jurong, và đầu tư ngoại quốc được thu hút đến đảo quốc do ưu đãi thuế. Công nghiệp hóa biến đổi lĩnh vực chế tạo để sản xuất các hàng hóa có giá trị cao hơn và thu được lợi nhuận lớn hơn. Lĩnh vực dịch vụ cũng phát triển vào đương thời, thúc đẩy nhờ nhu cầu đối với dịch vụ cho các tàu ghé qua cảng và thương mại ngày càng tăng cao. Tiến bộ này giúp giảm bớt khủng hoảng thất nghiệp. Singapore cũng thu hút các công ty dầu thô lớn như Shell và Esso đến thiết lập những nhà máy lọc dầu tại Singapore, đến giữa thập niên 1970 thì đảo quốc trở thành trung tâm lọc dầu lớn thứ ba trên thế giới. Chính phủ đầu tư mạnh cho hệ thống giáo dục, tiếng Anh trở thành ngôn ngữ giảng dạy và nhấn mạnh đào tạo thực tế nhằm phát triển một lực lượng lao động có đủ trình độ phù hợp với công nghiệp.
Thiếu nhà ở công cộng tốt, vệ sinh kém, và tỷ lệ thất nghiệp cao dẫn đến các vấn đề xã hội từ tội phạm đến y tế. Sự gia tăng của các khu định cư lấn chiếm dẫn đến những mối nguy hiểm về tính an toàn và dẫn đến hỏa hoạn Bukit Ho Swee trong năm 1961 khiến cho bốn người thiệt mạng và 16.000 người khác mất nhà ở. Cục phát triển nhà ở được thành lập từ trước độc lập, tiếp tục đạt được thành công lớn và các dự án nhà ở quy mô lớn được tiến hành nhằm cung cấp nhà ở công cộng có giá phải chăng và tái định cư người trong các khu lấn chiếm. Trong vòng một thập niên, đa số dân cư dược sống trong các căn hộ này. Dự án Nhà ở quỹ công tích (CPF) được tiến hành từ năm 1968, cho phép các dân cư sử dụng tài khoản tiết kiệm bắt buộc của họ để mua các căn hộ của cục Phát triển nhà ở và dần gia tăng sở hữu nhà tại Singapore.
Quân đội Anh Quốc vẫn đóng quân tại Singapore sau khi đảo quốc độc lập, song đến năm 1968, Luân Đôn tuyên bố quyết định của họ là triệt thoái lực lượng vào năm 1971. Singapore thiết lập bộ đội vũ trang, và một chương trình phục dịch quốc dân được khởi đầu từ năm 1967.

### Thập niên 1980 và 1990

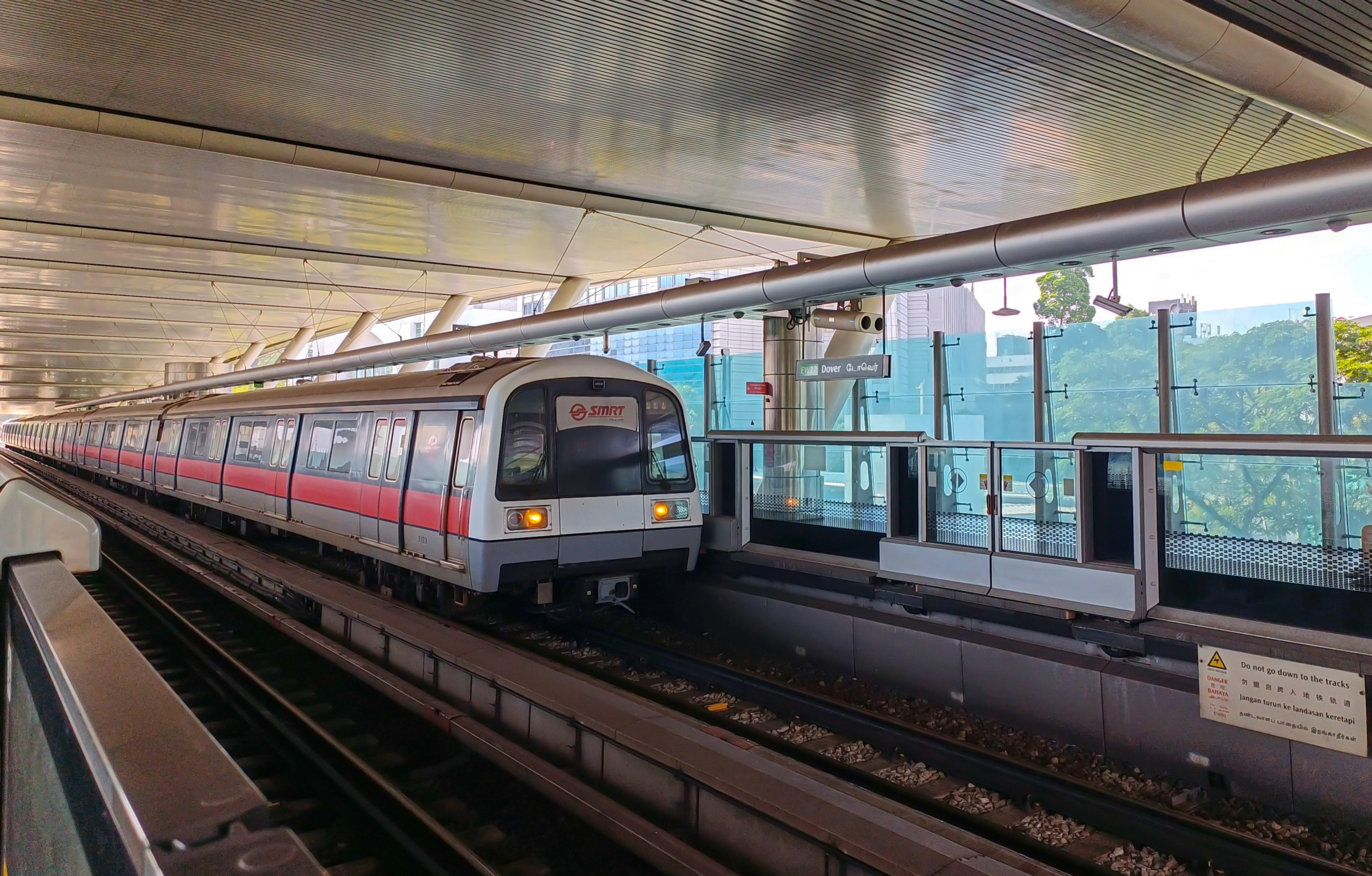
MRT

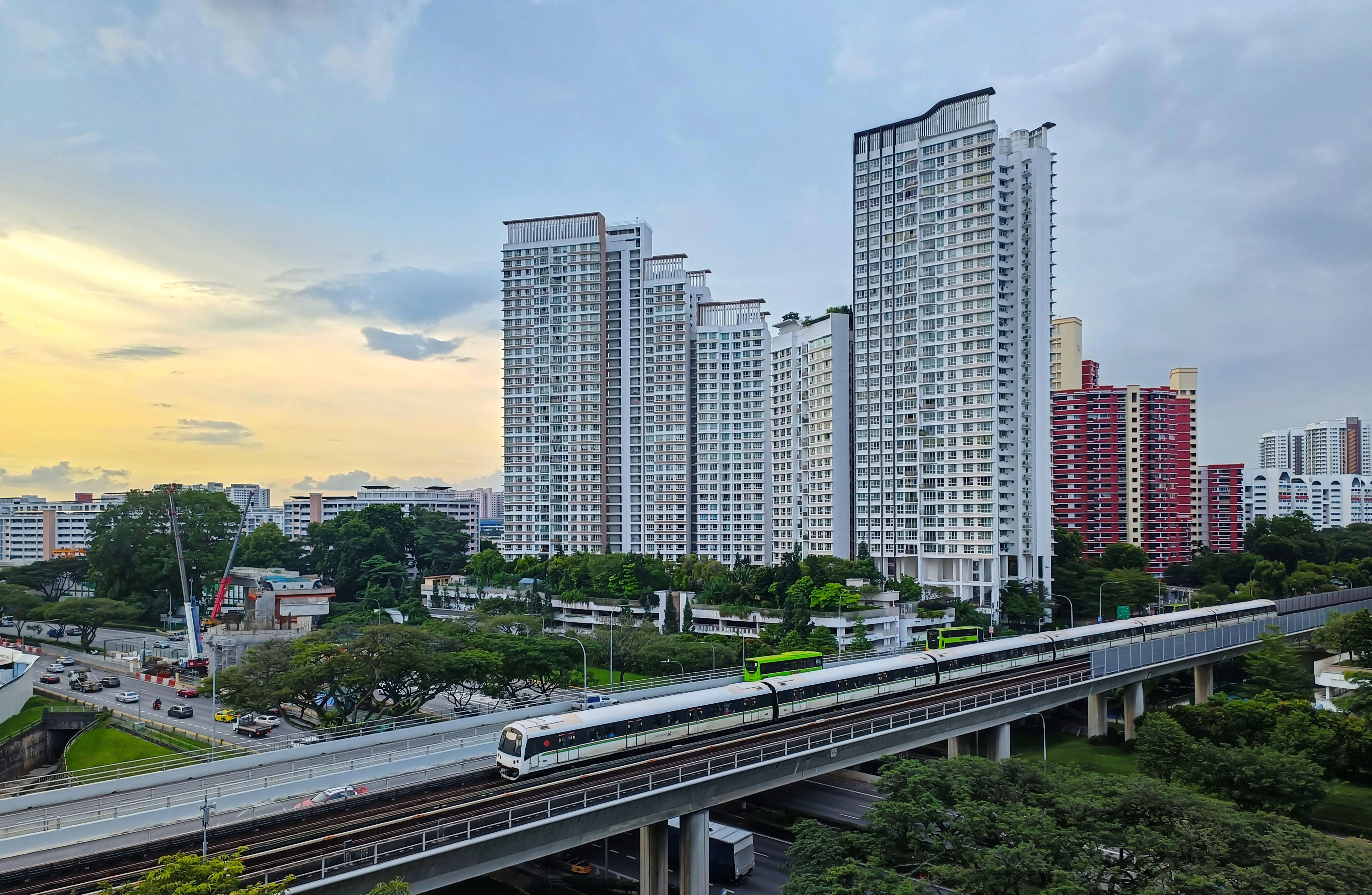
Quang cảnh Bukit Batok, phát triển nhà ở công cộng quy mô lớn giúp tạo ra tỷ lệ sở hữu nhà ở cao trong dân cư Singapore.

Thành công kinh tế hơn nữa tiếp tục trong thập niên 1980, khi tỷ lệ thất nghiệp hạ xuống 3% và tăng trưởng GDP thực trung bình là khoảng 8% cho đến năm 1999. Trong thập niên 1980, Singapore bắt đầu nâng cấp các ngành công nghiệp công nghệ cao, như lĩnh vực chế tạo lát bán dẫn, nhằm cạnh tranh với các đối thủ láng giềng vốn đang có giá lao động rẻ hơn. Sân bay quốc tế Changi Singapore được khánh thành vào năm 1981 và Singapore Airlines được phát triển thành một hàng hãng không lớn. Cảng Singapore trở thành một trong những cảng nhộn nhịp nhất nhất thế giới và các ngành kinh tế dịch vụ và du lịch cũng phát triển rất cao trong giai đoạn này. Singapore nổi lên như một trung tâm giao thông quan trọng và một điểm du lịch lớn.
Cục Phát triển nhà ở tiếp tục thúc đẩy nhà ở công cộng bằng các khu đô thị mới, như Ang Mo Kio. Các khu dân cư mới có các căn hộ lớn hơn và chất lượng cao hơn và đi kèm là tiện nghi tốt hơn. Năm 1987, tuyến giao thông cao tốc đại chúng (MRT) đầu tiên đi vào hoạt động, kết nối hầu hết các khu nhà ở này với khu vực trung tâm.
Đảng Nhân dân Hành động tiếp tục chi phối tình thế chính trị tại Singapore, đảng này giành toàn bộ số ghế trong nghị viện trong các cuộc bầu cử từ 1966 đến 1981. Một số nhà hoạt động và chính trị gia đối lập gọi quyền lực của Đảng Nhân dân Hành động là độc đoán, họ cho rằng quy định nghiêm ngặt về các hoạt động chính trị và truyền thông của chính phủ là một sự xâm phạm các quyền chính trị.
Chính phủ Singapore trải qua một số biến đổi đáng kể. Chế độ thành viên phi tuyển cử cử trong nghị viện được khởi đầu vào năm 1984 nhằm cho phép ba ứng cử viên thất cử từ các đảng đối lập được bổ nhiệm làm nghị viên. Khu tập tuyển (GRCs) được khởi đầu vào năm 1988 nhằm tạo nên các đơn vị bầu cử nhiều ghế, mục đích là để đảm bảo đại diện của thiểu số trong nghị viện. Chế độ thành viên chỉ định trong nghị viện được khởi đầu vào năm 1990 nhằm cho phép những nhân vật phi đảng phái phi tuyển cử trở thành nghị viên. Hiến pháp Singapore được sửa đổi vào năm 1991 nhằm quy định về một tổng thống tuyển cử, người này có quyền phủ quyết trong việc sử dụng dự trữ quốc gia và bổ nhiệm các quan chức công cộng. Các đảng đối lập phàn nàn rằng hệ thống khu tập tuyển gây khó khăn cho họ để giành được một vị trí chắc chắn trong bầu cử nghị viện, và hệ thống bầu cử đa số có xu hướng loại trừ các đảng nhỏ.
Năm 1990, Lý Quang Diệu chuyển giao quyền lực thủ tướng cho Ngô Tác Đống, nhân vật này trở thành thủ tướng thứ nhì của Singapore. Ngô Tác Đống thể hiện một phong cánh lãnh đạo cởi mở và cầu thị hơn khi quốc gia tiếp tục hiện đại hóa. Năm 1997, Singapore chịu ảnh hưởng từ Khủng hoảng tài chính châu Á 1997 và các biện pháp cứng rắn được thực hiện.

### 2000 – nay
Trong đầu thập niên 2000, Singapore trải qua một số cuộc khủng hoảng, gồm có dịch SARS bùng phát vào năm 2003 và đe dọa của chủ nghĩa khủng bố. Trong tháng 12 năm 2001, một âm mưu đánh bom các đại sứ quán và cơ sở hạ tầng khác tại Singapore bị phát giác và có đến 36 thành viên của nhóm Jemaah Islamiyah bị bắt theo Đạo luật An ninh nội bộ. Các biện pháp chống khủng bố chủ yếu được tiến hành nhằm phát hiện và ngăn ngừa các hành động khủng bố tiềm năng và giảm thiểu thiệt hại do chúng gây nên. Đảo quốc tăng cường chú trọng vào việc thúc đẩy hội nhập xã hội và tin tưởng giữa các cộng đồng khác nhau.
Năm 2004, con trai cả của Lý Quang Diệu là Lý Hiển Long trở thành thủ tướng thứ ba của Singapore. Ông ban hành một số thay đổi chính sách, gồm cả giảm bớt phục dịch quốc gia từ hai năm rưỡi xuống hai năm, và hợp pháp hóa cờ bạc sòng bạc.